# Nellie Tayloe Ross
Nellie Tayloe Ross (Saint Joseph, 29 novembre 1876 – Washington, 19 dicembre 1977) è stata una politica statunitense.
È stata il 14º governatore del Wyoming e poi direttrice della United States Mint. È nota per essere stata la prima donna a giurare come governatrice in uno stato degli Stati Uniti d'America ed essere, al 2024, l'unica donna governatrice del Wyoming.

## Biografia

### Gli anni giovanili
Nellie Davis Taylor Ross nacque il 29 novembre 1876 a Saint Joseph, nel Missouri, da James Wynns Tayloe, nativo della Contea di Stewart (Tennessee), ed Elizabeth “Lizzie” Blair Green. Nellie era la sesta figlia della coppia e l'unica figlia femmina. Prima della guerra di secessione, la famiglia della madre possedeva una piantagione con cento schiavi nella Contea di Andrew, nel nord-est del Missouri. Tuttavia, durante la guerra la casa di famiglia venne bruciata, cosa che incise pesantemente sulla famiglia soprattutto dal punto di vista economico.
James ed Elizabeth si sposarono subito dopo la guerra nel 1863 e il padre di Nellie dovette prendersi cura dell'intera famiglia, compresa la sorella della moglie e la suocera ormai vedova.
James costruì una piccola casa e coltivò il terreno, ottenendo, però, dei guadagni soltanto vendendo parte della terra. In questo modo poté pagare il mutuo e le tasse arretrate.
Nellie imparò a leggere a cinque anni grazie ai suoi fratelli maggiori, con cui ebbe uno stretto legame per tutta la vita. Ufficialmente, però, la sua formazione ebbe inizio nel 1883 alla Maxwell School.
In seguito, nel 1884, quando Nellie aveva otto anni, la famiglia si trasferì nel nord del Kansas, a Miltonvale, dove il padre aprì un negozio di alimentari. Grazie al prosperare degli affari, James costruì una grande casa e la famiglia si unì alla Chiesa presbiteriana. Questo dette l'opportunità a James di prendere parte alle attività civili. Infatti, inizialmente fu eletto Ruling elder, rappresentando l'anno dopo la Chiesa presbiteriana a diversi convegni. Inoltre fu eletto nel concilio della città nell'aprile del 1889, sostenendo il Partito Democratico, nonostante Miltonvale fosse sempre stata fortemente repubblicana.
In questo periodo Nellie entrò alle superiori, che concluse nel 1892, e imparò a suonare il pianoforte per volere della madre. Nonostante questo studio le fosse stato inizialmente imposto, lo strumento rimase una sua passione per tutta la vita.
Tuttavia, a causa della siccità e delle cavallette, gli affari diminuirono e la famiglia subì un grave colpo quando nel 1889 la madre di Nellie, Elizabeth, morì di tifo.
Poco dopo la famiglia perse la casa e fu costretta a vendere il negozio, per poi trasferirsi a Omaha, nel Nebraska. Qui, Nellie Ross incominciò a insegnare pianoforte privatamente riuscendo così a pagarsi gli ultimi due anni di studio che le permisero di ottenere un lavoro come maestra d'asilo nei quartieri italiani e polacchi per quattro anni. Questa sua prima esperienza nel sistema pubblico la influenzò e la formò, insegnandole il funzionamento di una grande organizzazione gerarchica e del settore pubblico. Inoltre il dover conciliare l'insegnamento e i doveri familiari le insegnò a essere laboriosa e indipendente.
Questo è anche il periodo di alcuni brevi ma formativi viaggi che culminarono con un viaggio in Europa regalatole dai fratelli.

### Il matrimonio con William Ross
Nel 1900, durante un viaggio in Tennessee per far visita a dei famigliari, Nellie Tayloe incontrò un giovane avvocato: William Bradford Ross. Dopo il loro incontro i due incominciarono una fitta corrispondenza di cui però non è rimasta traccia.
William Ross si trasferì a Cheyenne (Wyoming) sia per motivi di salute sia per motivi lavorativi. Infatti l'idea di William era quella di stabilizzare il suo lavoro da avvocato così da avere una rendita sicura con cui mantenere una famiglia.
L'11 settembre 1902 William Bradford Ross e Nellie Davis Tayloe si sposarono e insieme si trasferirono definitivamente a Cheyenne.
In questo periodo la coppia ebbe quattro figli; tuttavia il terzogenito, Alfred, morì a causa di un incidente quando la carrozzina in cui si trovava si rovesciò, soffocandolo tra le coperte.
Mentre William portava avanti il suo lavoro da avvocato e si immergeva nella carriera politica presentandosi come candidato governatore per il Partito Democratico, Nellie si dedicò alla famiglia partecipando nel frattempo al Cheyenne Woman's Club. Qui le donne avevano occasione di parlare di cultura e politica. Questo le permise di imparare a parlare in pubblico e come approcciarsi alla folla. Partecipò, inoltre, alle attività dei Boy Scouts of America e della Chiesa Episcopale. In aggiunta, si occupò spesso di aiutare il marito durante le campagne elettorali, aiutandolo a scrivere i discorsi e accompagnandolo durante i viaggi. Al contempo la famiglia aveva vari problemi finanziari e per questo William dovette prendere in prestito dei soldi. La preoccupazione per i soldi non abbandonò Nellie Ross neanche quando finalmente riuscì a saldare i propri debiti.
Dopo aver perso la corsa alle elezioni diverse volte in uno stato a maggioranza repubblicano, William Ross riuscì a farsi eleggere governatore nel 1922.
Tuttavia, il 2 ottobre 1924, durante un viaggio per promuovere una nuova proposta di legge, dopo un discorso nella cittadina di Laramie, morì a seguito di complicazioni sorte dopo una appendicectomia.

### Il mandato di Governatrice del Wyoming
La morte di William Ross avvenne a ridosso delle elezioni generali di novembre. Per questo Frank Lucas, governatore provvisorio, indisse un'elezione speciale per il governatore, così da coprire i due anni mancanti alla fine del mandato. In questa occasione il leader del partito Democratico del Wyoming, J.R. Hylton, propose Nellie Davis Tayloe Ross come candidata.
Nellie Ross esitò ad accettare. Il fratello George le sconsigliò di candidarsi temendo che una possibile sconfitta l'avrebbe danneggiata sia a livello emotivo, a causa della vicinanza alla morte di suo marito, sia a livello di immagine. Nellie Ross, però, aveva bisogno di soldi per pagare i debiti e occuparsi dei figli. Inoltre, desiderava portare a compimento il programma del marito. Rifiutando anche un lavoro da bibliotecaria, infine accettò la nomina, ben consapevole del rischio di non ricevere altre offerte di lavoro in caso di sconfitta.
Rifiutò di promuovere la propria candidatura, pubblicando solamente due lettere aperte in cui dichiarava i suoi intenti politici. Ciò non impedì ai suoi sostenitori di farle pubblicità sui giornali e pubblicare articoli a suo favore.

#### La vittoria elettorale
Dopo essere stato il primo stato a permettere il voto femminile nel 1869, il Wyoming ebbe il primo governatore donna quando Nellie Ross riuscì a vincere le elezioni contro il repubblicano Eugene J. Sullivan con 8 000 voti, superando di molto la vittoria del marito. Fu d'aiuto lo scandalo Teapot Dome, dato che Sullivan aveva forti connessioni con alcune aziende petrolifere implicate nello scandalo.
Nellie Ross giurò come governatrice il 5 gennaio 1925, solamente sedici giorni prima della prima governatrice del Texas, Miriam A. Ferguson.

#### L'attività di governatrice
Nellie Ross dovette lottare molto per affermare il suo ruolo, dato che il ruolo di governatore era ancora visto come un lavoro da uomini. Per fare ciò, impedì che vari tentativi di diminuire il suo potere vennero messi in atto.
Nellie Ross mise in chiaro di non voler seguire strettamente il pensiero generale del partito e di voler invece continuare la linea politica lasciata in sospeso dal marito. Portò avanti undici proposte di legge, ma soltanto cinque di queste passarono, perché i democratici continuavano a essere in minoranza nel gabinetto rispetto ai repubblicani. Ci furono molti scontri tra le due fazioni, in particolare Nellie Ross si oppose a un disegno di legge che chiedeva elezioni speciali per coprire un seggio improvvisamente vuoto tra le file dello stato del Wyoming al Senato degli Stati Uniti.
La politica di Nellie Ross comprendeva un taglio delle tasse, assistenza governativa per gli agricoltori e una legge che proteggesse bambini, donne lavoratrici e minatori.
Nel 1925 licenziò due degli uomini scelti in precedenza da suo marito per il governo dello stato: Frank Smith fu accusato di ubriachezza e di non fare il proprio lavoro con le licenze di pesca e M.S. Wachtel fu accusato di aver fallito nel rafforzare il proibizionismo, aver preso soldi dai contrabbandieri ed essersi ubriacato sul lavoro.

#### La sconfitta del 1926
Nel 1926 Nellie Ross si candidò nuovamente alle elezioni e, nuovamente, rifiutò di prendere parte alla campagna elettorale. Questa volta perse nella corsa contro il repubblicano Frank C. Emerson. Soltanto sul finire della campagna elettorale, per la prima volta, incitò la popolazione a votarla perché una sua perdita avrebbe fatto sì che l'intero paese pensasse che le donne non fossero adatte al ruolo di governatore. Infatti, alcuni giorni prima delle elezioni disse: «Io non credo che ripudierete la prima governatrice donna.»
Le motivazioni alla base della sua sconfitta sono varie. Nonostante il suo traguardo come prima governatrice non riuscì a nominare donne in posizioni da sempre detenute dagli uomini. I suoi successi, anche a causa dello svantaggio politico, non furono molti. Infine la sua posizione fortemente a favore del proibizionismo la danneggiò notevolmente in alcune parti dell'elettorato a lei vicine, quali gli allevatori e i minatori. Tuttavia, Nellie Ross era ormai ben conosciuta in tutto il paese e, nonostante la sconfitta, decise di non abbandonare l'impegno politico.

### Gli incarichi nazionali
Subito dopo la sconfitta in Wyoming, Nellie Ross viaggiò nell'ovest scrivendo discorsi politici per poi portare avanti, insieme a Eleanor Roosevelt, con cui lavorò a stretto contatto, la campagna elettorale per la presidenza del democratico Alfred E. Smith. Nonostante avesse un'opinione diversa dalla sua sul proibizionismo, Nellie Ross sostenne Smith anche perché, essendo lei di fede episcopale, sperava che quest'ultimo potesse diventare il primo cattolico romano a vincere la presidenza.
Rimase un membro attivo del Democratic National Commitee (Comitato nazionale democratico). Nel 1928 con 31 voti, ne venne eletta vice-presidente e divenne inoltre direttrice della Democratic National Commitee Women’s Division. Per questo suo nuovo incarico si spostò a Washington D.C e da lì diresse la campagna mirata alle elettrici per Franklin D. Roosevelt.

#### La direzione dell'United States Mint
Per sei anni mantenne il ruolo di vice presidente del Democratic National Commitee fino a quando Roosevelt, nel 1933, la nominò come direttrice dell'United States Mint: fu la ventottesima persona a ricevere la carica, e la prima donna. Fu, inoltre, una delle prime donne a ricevere una carica federale di quel livello. Nellie Ross mantenne la sua posizione anche sotto il presidente Truman, rimanendo in carica come direttrice per quattro mandati, fino al 1953, quando andò in pensione all'età di 77 anni. Così facendo stabilì un altro primato: tra i direttori, fu infatti quella con il mandato più lungo.
Nel suo periodo a capo dell'United States Mint fu messo in circolazione il Roosevelt dime, corrispondente a dieci centesimi, così come la moneta da cinque centesimi con la faccia di Jefferson al posto di quella dell'indiano, il Jefferson nickel.
La guerra creò una carenza di metalli, portando alla creazione di monete fatte con metalli sostitutivi, compreso il penny d'acciaio da un centesimo, soprannominato war penny. Essendo coniato in acciaio zincato il nuovo penny era più leggero dei precedenti, coniati in bronzo, e magnetico. Ci furono quindi proteste a causa della sua somiglianza con la moneta da dieci centesimi e del fatto che poteva essere scambiato per una rondella dal magnete utilizzato per riconoscere le monete contraffatte nei distributori automatici. Per questo Nellie Ross, nell'ottobre 1943, fu costretta a interrompere la distribuzione della moneta.
In proposito disse:
("Nellie Tayloe Ross ")

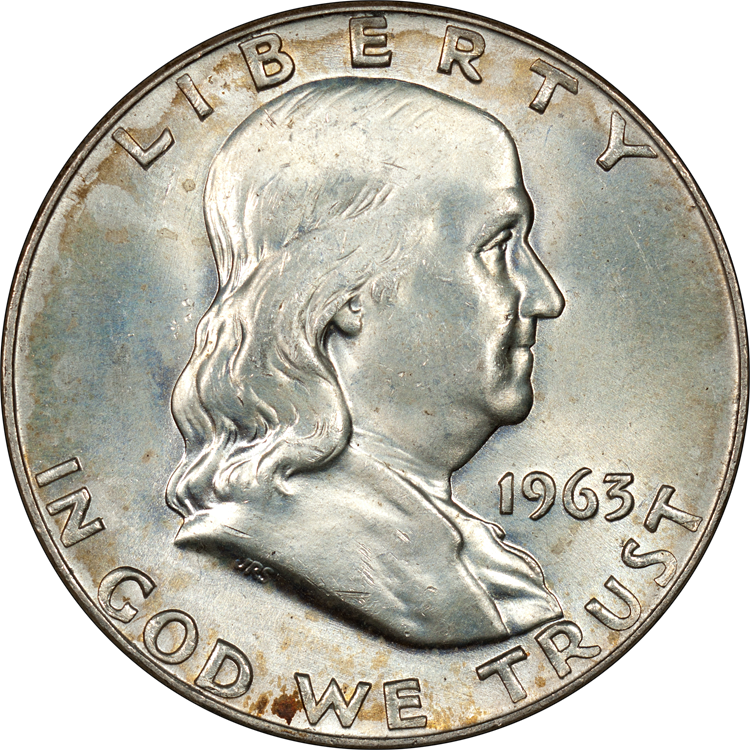
"Frankli half dollar" in circolazione dal 1948 al 1963

Un'altra moneta messa in circolazione nel 1948 durante la sua direzione fu il mezzo dollaro Franklin raffigurante Benjamin Franklin su un fronte e la Campana della libertà sull'altro. La scelta del soggetto ricadde su Franklin perché Nellie ne era una grande ammiratrice e credeva meritasse di essere rappresentato su una moneta.
Durante la sua direzione Nellie Ross garantì la più grande espansione nella produzione della zecca riuscendo comunque a ridurre drasticamente le spese di produzione. Inoltre, assistette alla prima spedizione dall'United States Mint situato a Filadelfia all'U.S. Bullion Depository a Fort Knox, Kentucky.
Tutto ciò avvenne in alcuni degli anni peggiori della Grande depressione e della Seconda guerra mondiale.

### Gli ultimi anni e la morte
Al suo ritiro Nellie non aveva più problemi finanziari e poté finalmente viaggiare. Nonostante si fosse ritirata dalla scena politica continuò a scrivere articoli e saggi, in particolare su riviste rivolte alle donne.
Nel 1972 fece il suo ultimo viaggio in Wyoming.
Morì a Washington D.C in una casa di riposo il 19 dicembre del 1977 all'età di 101 anni. Il funerale fu celebrato a Cheyenne, Wyoming dove venne sepolta assieme al marito nella cappella di famiglia al Cheyenne's Lakeview Cemetery. In suo onore il governatore Herschler mise le bandiere a mezz'asta.
All'epoca era il più vecchio ex-governatore degli Stati Uniti.
Alla sua morte, Nellie, lasciò due figli, Bradford e George, quattro nipoti e sei bis-nipoti.
L'iscrizione sulla sua tomba recita
("Epitaffio sulla tomba dei coniugi Ross ")

## Posizioni politiche
Nonostante la sua affiliazione con il Partito Democratico, Nellie Ross fin dalla sua prima elezione mise in chiaro di voler portare avanti le proprie idee progressive e i progetti lasciatele in eredità dal marito, tra cui tagliare le tasse, rinforzare il proibizionismo e concedere prestiti agli agricoltori.
Soprattutto, però, portò avanti una propria linea politica in cui erano inclusi:
- Un budget maggiore per le città, le contee e le scuole
- Un innovativo sistema scolastico
- L'assegnazione di alcune royalties statali ai distretti scolastici
- Lo stanziamento di più fondi per le università
- Leggi statali più forti per la regolazione delle banche
- La ricerca di modi per una migliore distribuzione del greggio pesante del Wyoming
- Il miglioramento della sicurezza per i minatori di carbone
- Il miglioramento della protezione delle donne che lavoravano nelle industrie
- L'appoggio a una proposta di emendamento alla Costituzione degli Stati Uniti per eliminare il lavoro minorile.[5]

La sua linea politica si rivelò fin troppo ambiziosa per l'epoca e l'ambiente sfavorevole. Fu il primo governatore del Wyoming a proporre apertamente queste idee, già radicate nel pensiero progressista. Alla fine, delle undici proposte fatte da Nellie Ross, ne passarono cinque.
Nellie Ross sosteneva il proibizionismo e si opponeva alla boxe professionale, due opinioni assai impopolari nella sua base elettorale. Ciò contribuì alla sua mancata re-elezione nel 1926. Nonostante queste opinioni la rendessero impopolare nella sua fascia di elettori, Nellie Ross continuò a credere che il proibizionismo fosse l'unica soluzione al problema dell'alcolismo, che considerava una piaga che avrebbe potuto rovinare chiunque.. Per questo il proibizionismo doveva avere la funzione di far astenere dal bere in particolare chi copriva cariche politiche o svolgeva attività intellettuali.
Infine, Nellie Ross, credeva nella necessità di una leadership forte e responsabile, accompagnata da personale capace e ben scelto, soprattutto in politica o istituzioni come l'United States Mint. Il dovere della leadership era quello di spingere sull'innovazione e la ricerca integrandola nel modo più efficace all'interno del lavoro. Applicò questa linea di pensiero durante il suo mandato. Infatti, in quel periodo la necessità pressante di una produzione più vasta di moneta e la difficoltà nel recuperare nuovi macchinari portò alla creazione di un nuovo macchinario che permise di raddoppiare il numero di monete coniate, migliorandone nel contempo il taglio. Ciò produsse anche un grande risparmio nei costi di produzione. Questo fu il momento in cui venne introdotta l'automazione all'interno della Zecca.

## Impatto culturale
La sua figura ha avuto grande importanza per il ruolo della donna, in particolare nell'ambito politico. Parallelamente a lei è da notare la figura di Mrs. Ferguson, anche lei eletta dopo la morte del marito come governatrice del Texas e a pochi giorni di distanza da Nellie Tayloe Ross.
Uno dei motivi per cui Nellie Ross trovò l'appoggio anche in chi vedeva le cariche da lei occupate come prettamente maschili fu il suo saper bilanciare l'ambizione per il potere e la sua femminilità, creandosi uno spazio in un mondo prettamente maschile. Era, infatti, spesso descritta come dignitosa e delicata oltre a essere sensibile sulla sua età, tanto da non rivelarla anche quando divenne governatrice.
Nellie Ross si costruì una fama a livello nazionale già ai suoi tempi, diventando uno dei democratici più famosi all'epoca. Nell'aprile del 1925 andò a Chicago per un discorso al Woman's World Fair e nell'estate dello stesso anno parlò alla National Governors' Conference in Maine. Venne inoltre invitata a fare un discorso pubblico in Washington D.C. al Woman's National Democratic Club da Eula Kendrick, moglie del senatore John B.Kendrick. Nonostante queste partecipazioni Nellie Ross raramente accettava gli inviti per i discorsi pubblici preferendo concentrarsi sul suo lavoro politico.
Uno dei problemi maggiori che dovette affrontare in quanto donna fu la paura della creazione di un governo completamente al femminile.
Venne, però, criticata all'epoca per non essersi spinta abbastanza oltre. Infatti, nonostante il suo impegno per i pari diritti per le donne, era ancora legata a una visione piuttosto tradizionalista per cui la massima felicità per una donna risiede nella famiglia e nella casa.

### Riconoscimenti

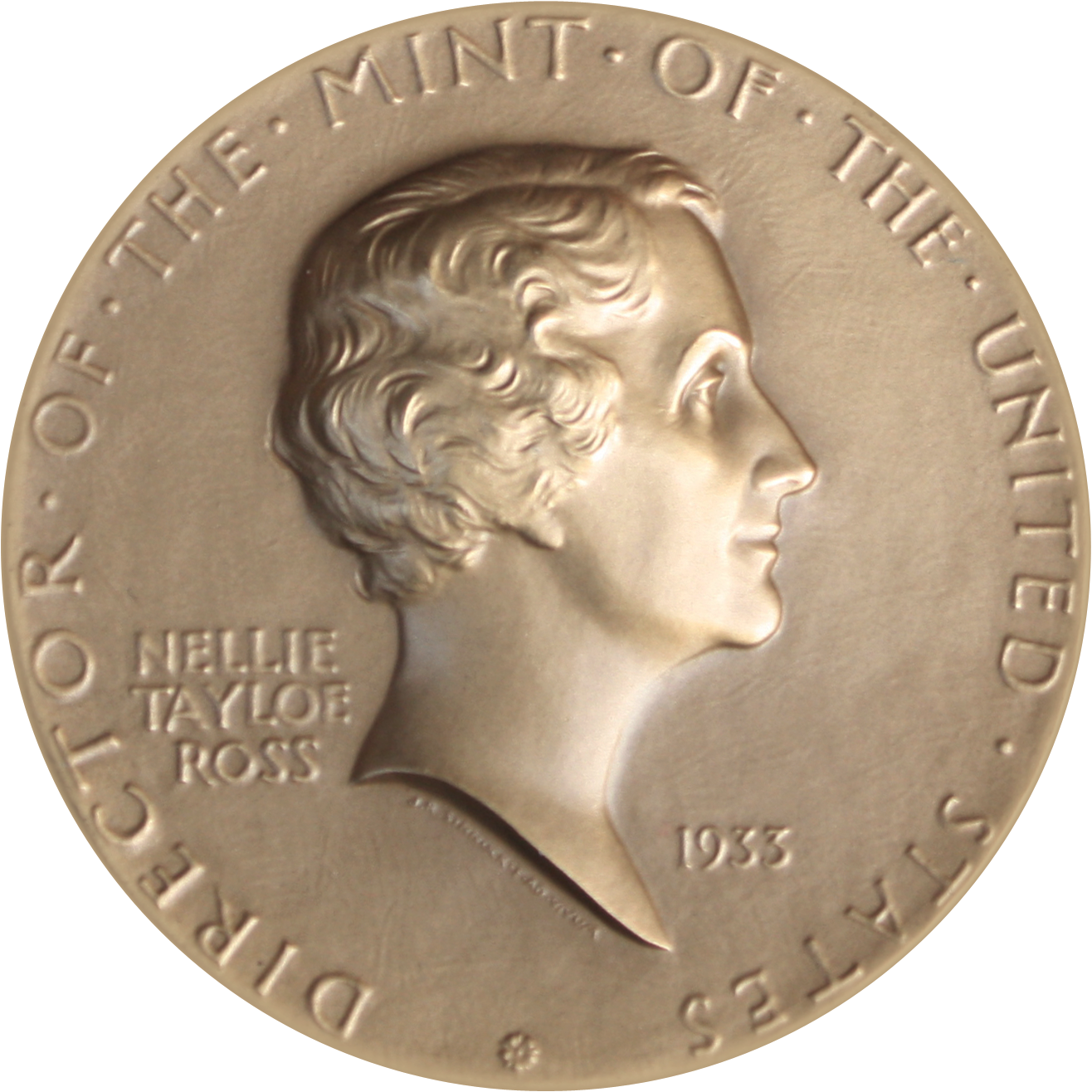
Ross Mint medal realizzata da Chief Engraver John R. Sinnock

- Nellie Ross è stata la prima donna ad avere la sua immagine incisa su una medaglia della zecca[4].
- Fu la prima donna il cui nome fu inciso su un edificio governativo. Il suo nome venne riportato su tre edifici governativi durante il suo mandato: il deposito dell'oro di Fort Knox, di cui supervisionò la costruzione, il deposito d'argento di West Point e l'U.S. Mint di San Francisco[4]
- La Ross Hall dell'università del Wyoming, inaugurata nel 1960, è stata intitolata in suo onore. È una delle tre sale che prendono il nome da un governatore del Wyoming, ma l'unica in onore della carica statale, mentre le altre sono in onore del servizio come presidenti dell'Università[16].
- In suo onore è stato istituito l'annuale "Nellie Tayloe Ross Award" consegnato al membro democratico del Wyoming che maggiormente impersona il suo spirito e desiderio di progresso[17][18].
- Per il suo primato di prima donna governatrice e prima direttrice dell'U.S. Mint nel 2007 fu realizzato un documentario su di lei intitolato Governor Lady[19].
- Nel 2005 è stata pubblicata una sua biografia con il titolo Governor Lady: The Life and Times of Nellie Tayloe Ross, scritta da Teva J. Scheer.
- Per il fatto di essere stata eletta nello stato che per primo ha introdotto il voto per le donne e il suo impegno per i diritti delle donne venne soprannominata "Mrs. Equality".[20]